# Хестия
Хестия (на старогръцки: Ἑστία – огнище, камина, пещ) е древногръцка богиня на домашното огнище. Хестия се грижи за свещения огън на Олимп. Нейни олтари са всички семейни и полисни огнища. В образа си на огнище-олтар тя е символ на общностите на хората и на боговете. За антипод на Хестия в античната митология се смята Хермес, тъй като двамата олицетворяват съответно: дома – всичко извън дома, девойката – младежа, безопасното – опасното, женските задължения – мъжките задължения и т.н.
Тя е най-възрастната дъщеря на титаните Рея и Кронос и е сестра на Зевс, Хера, Хадес, Посейдон и Деметра. Първоначално е била един от дванайсетте богове на Олимп, но по-късно мястото и е заемано понякога от Дионис – бог на виното.
Хестия е една от богините-девственици (редом с Артемида и Атина). В римската митология се нарича Веста. Под името Хестия е известна и една от Хесперидите, богини-пазителки на свещената градина на Хера.

## Изобразяване на Хестия
Описва се като най-благата и кротка, любяща, нежна и прощаваща сред всичките богове.
Хестия е единственото аниконично олимпийско божество – за нея не е създадена или почти липсва антропоморфна представа, липсват нейни статуи или релефи в храмовете и светилищата. В редки случаи е изобразявана във вазописта. Богинята е представяна неподвижна, в седнала или права позиция, с покрита глава. Много рядко е характеризирана с атрибути – цъфнала клонка или съд (фиала, кана).

## Митове за Хестия
Митовете разказват, че за да избегне изместването си от някое от децата си от Гея, Кронос ги поглъща скоро след раждането им (изключение от това прави Зевс, когото майка му успява да скрие, замествайки го с повит, като бебе камък). Понеже Хестия е първородното дете на двамата титани, когато настъпва мига за освобождаването от Зевс на живеещите в корема на Кронос техни потомци, Хестия се появява последна. Това дава основания тя да се счита едновременно и за най-стара и за най-млада сред своите братя и сестри. По-късно Зевс наистина завзема света. Когато последователно боговете Аполон и Посейдон искат ръката ѝ (предлагат ѝ брак), тя им отказва, и получава от бога-гръмовержец позволение да остане завинаги девствена и непорочна.

## Култ към Хестия
Почитана е като богиня на домашното огнище, в т.ч. подготовката на храната за семейството, топлите семейни чувства, сърдечността в семейството, огъня в сърцето на всеки от семейството, жертвения огън, личната сигурност и ритуалните задължения на гостоприемност. На нея са поверени грижите и опеката на вечния свещен огън на боговете (на Олимп). Поради тези ѝ функции се счита, че тя закриля и напътства способностите на хората за строежа на домашни огнища и семейни къщи, и въобще всичко, от което зависи семейното щастие и благополучие. Под опека на Хестия се смята и приготвянето на месото, оставащо за храна на групата хора, които участват в жертвоприношение. Вярва се, че Хестия присъства на всяко жертвоприношение. Заради девствеността ѝ, почитащите я извършват жертвоприношение в нейна чест с крави, които не са по-възрастни от една година.
Древният ритуал по приемане на новороденото като част от семейството, включва няколко обиколи с него на семейното огнище (святото място – олтар на Хестия), като името на детето и на богинята се споменават от всички членове на семейството и се отправят молитви към нея. Древните елини вярват, че градовете и населените места са един вид големи семейства, и затова там също се поставя (наподобяващо семейното) огнище, което е почитано като символ на хармония и дружелюбни взаимоотношения. Огнищата, изграждани на специални свещени места в градските пританейони, никога не са загасяни (т.нар. „вечен огън“). На тези огнища-олтари са извършвани жертвоприношения в чест на Хестия за закрила на жителите на полиса. Всеки път, когато група от жителите решава да се изсели от града, задължително взема със себе си от огъня на градската Хестия, и с него запалва огън в новия си град и къщи. Поради тази причина богинята се възприема като символ на връзките с майката и родното (населено) място. Неин олтар има в центъра на всеки дом, град и населено място, а общия ѝ олтар за цяла Елада е делфийската Хестия.